# Ivo Kohler
Ivo Kohler (* 27. Juli 1915 in Schruns; † 23. Januar 1985 in Innsbruck) war ein österreichischer Psychologe und von 1956 bis 1981 Ordinarius für Psychologie an der Universität Innsbruck.

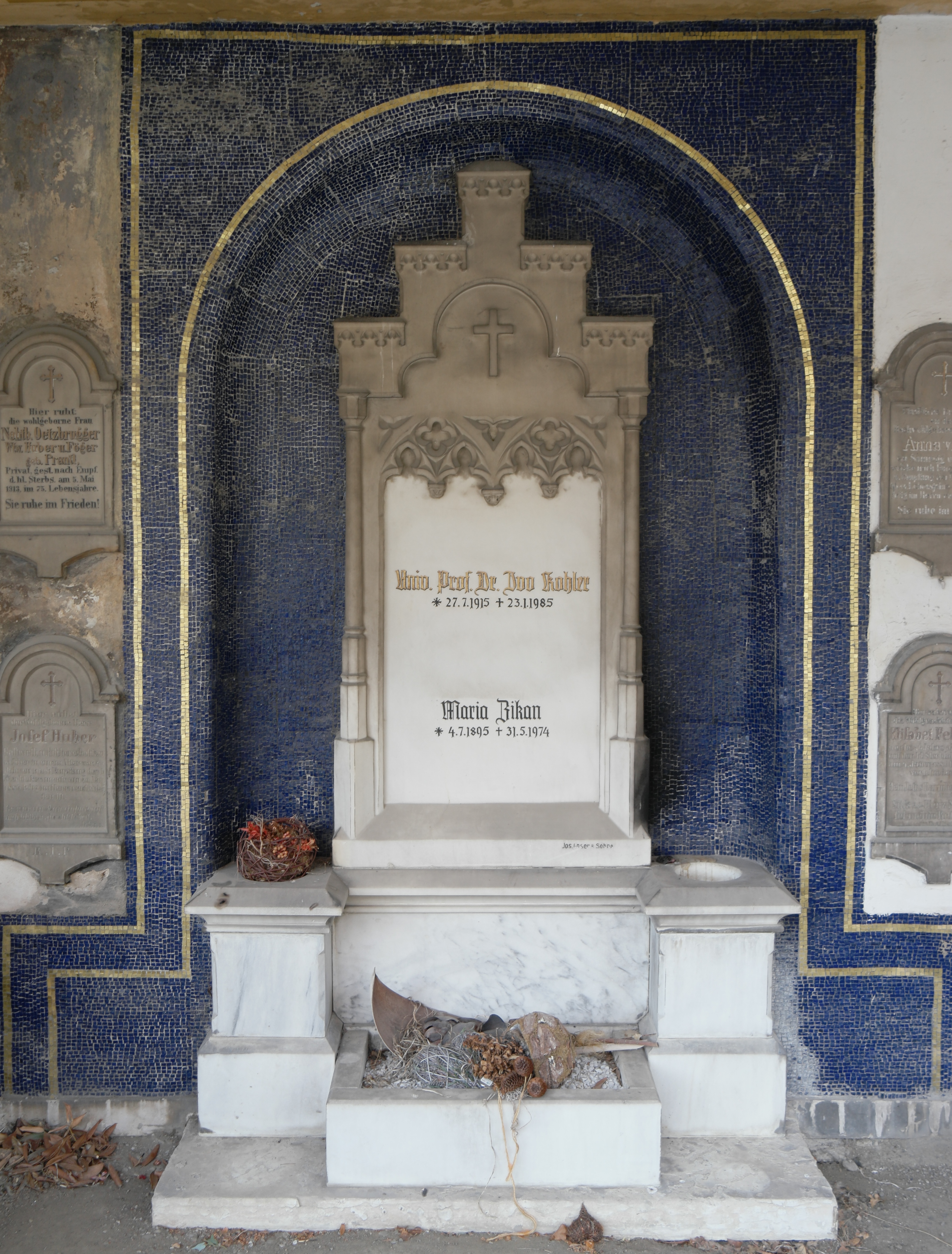
Grab von Ivo Kohler auf dem St. Nikolaus-Friedhof Innsbruck

## Leben
Ivo Kohler wurde als zweites von sechs Geschwistern in Schruns geboren. Seine Schulzeit am klassisch-humanistischen Gymnasium war durch einen einjährigen Besuch der Schlossereifachschule in Fulpmes unterbrochen, ein Ausbildungsabschnitt, den er mit Auszeichnung abschloss und auf den er selbst Wert legte und auf den er immer wieder hinwies. Die Matura legte er 1934 in Bregenz ebenfalls mit Auszeichnung ab. Von 1934 bis 1936 studierte er Theologie in Brixen, von 1937 bis 1940 Philosophie an der Universität Innsbruck. 1941 konnte er während eines Studienurlaubs vom Militärdienst sein Studium der Philosophie, einschließlich Psychologie und dem zweiten Fach Physik an der Universität Innsbruck mit dem Doktorat abschließen, er promovierte mit der Studie „Der Einfluß der Erfahrung in der optischen Wahrnehmung, beleuchtet von Versuchen langdauernden Tragens bildverzerrenden Prismen.“ Nach dem Ende des Zweiten Weltkrieges – während dieser Zeit war er zur 6. Gebirgsdivision eingezogen – wurde Kohler für 10 Jahre bei seinem Lehrer Theodor Paul Erismann Assistent. Er habilitierte sich mit dem 1951 erschienenen Werk „Über Aufbau und Wandlungen der Wahrnehmungswelt“ sowohl für das Fach Psychologie (1950) wie auch für das Fach Philosophie (1953). 1956 wurde er aufgrund seiner Forschungsarbeiten auf die neu geschaffene Professur für Psychologie berufen und in Nachfolge von Erismann und zum Vorstand des Instituts für experimentelle Psychologie bestellt.
1960 heirateten Ivo Kohler und die Psychologin Erika Merker, die als Fachkollegin von nun an seinen wissenschaftlichen Weg begleitete.
Ab Anfang der 1960er-Jahre war Kohler mehrfach als Gastprofessor an US-amerikanischen Universitäten eingeladen. So war er 1962/63 als Fellow am Center for Advanced Study in the Behavioral Sciences in Stanford, 1963 an der Cornell-Universität, 1969/70 an der Universität of Vermont und 1973 an der Universität of Kansas. Kohler blieb bis 1980 Vorstand des Instituts. 1981 wurde Kohler Professor emeritus.
Ivo Kohler war ab 1957 Mitglied der Freimaurerloge Zu den 3 Bergen.

## Werk
Ivo Kohler gehört zur „Innsbrucker Schule der Wahrnehmungspsychologie“, die von dem Physiker und Psychologen Theodor Erismann begründet wurde. Ausgangspunkt der wahrnehmungspsychologischen Studien war die Überlegung, dass man durch eine systematische Störung des Gesichtssinnes Prozesse der Adaption an die neuen Wahrnehmungsgegebenheiten sichtbar machen könne. Die in diesem Kontext und in der Tradition von George M. Stratton (1896) oder William Stern (1927) durchgeführten Untersuchungen wurden mit Umkehrbrillen, Prismenbrillen, Halbprismenbrillen und Farbbrillen durchgeführt (entweder für jedes Auge vertikal geteilte Brillen mit Gelb-blau-Feldern oder horizontal geteilte Brillen mit Rot-grün-Gläsern).
Kohler wird wohl der Weltrekord für die längste Teilnahme an einem eigenen Wahrnehmungsexperiment zugeschrieben werden können, für das er u. a. 124 Tage hindurch eine binokulare Prismenbrille trug. Die Anpassung an diese „neue“ Welt wurde anhand von Protokollen der zumeist noch namentlich genannten Versuchspersonen sowie durch Beobachtung und experimentelle Prüfungen verfolgt. Als Beispiel für die langzeitlichen Effekte des Tragens einer Umkehrbrille kann folgende Erfahrung gelten:
- Wurde ein zunächst verkehrt gesehener Gegenstand in Körpernähe der Vp. gebracht und ihr das gleichzeitige Danachgreifen und Abtasten erlaubt, dann vollzog sich plötzlich eine neue Einordnung und der Gegenstand erschien aufrecht ... Als sehr wirksamer Anlaß für das aufrechte Sehen erwies sich weiters das 'gewohnt-aufrechte' Bild: eine Kerze, die zunächst verkehrt gesehen wurde, mit dem Docht nach unten, war plötzlich aufrecht, wenn man sie anzündete. Auch der Rauch einer brennenden Zigarette vermochte die Situation  auf der Stelle umzukehren".[3]

Vor allem durch die Langzeitversuche konnten wesentlich neue Befunde sichtbar gemacht werden (etwa Situations-Nacheffekte oder in den Gegenfarben auftretende Nacheffekte an den Dispersionsrändern der Prismen). Seine Experimente lösten weltweit weitere  Forschungen aus, die von den USA, Japan bis nach Australien reichten und in deren Verlauf hunderte Fachbeiträge zur Wahrnehmungsorganisation entstanden. Mit seiner Auffassung, dass unsere Wahrnehmung aus den Umweltinformationen Strukturen höherer Ordnung herausfiltern kann, die für unser Handeln wichtig sind, steht er den Auffassungen von James J. Gibson von der Cornell-Universität und Gunnar Johansson von der Universität Uppsala nahe, beide ebenso Pioniere der Wahrnehmungspsychologie.
Darüber hinaus waren die von Kohler bearbeiteten Themen weit gestreut und reichten vom Richtungshören bei Babys und Kleinkindern, zum Fernsinn von Blinden bis hin zur kritischen Auseinandersetzung mit Psy-Phänomenen. Er beschäftigte sich auch mit der Frage, inwiefern Ergebnisse der Tierverhaltensforschung auf die Humanpsychologie übertragbar sind. Beobachtung der Verhaltensforschung gewann Kohler „aus erster Hand“ in seinen Versuchen zum Prägungslernen bei jungen Meisen.
Die Studierenden und Mitarbeiter schätzten den Reichtum Kohlers an neuen Ideen sowie seine Toleranz und Offenheit gegenüber den Meinungen anderer. Neue Ideen – auch wenn sie schon fast ins Skurrile einmündeten (man denke etwa an die Simulation eines bedingten Reflexes mittels einer Kondensatorschaltung) – wurden von ihm mehr geschätzt als eine „artige“ wissenschaftliche Arbeit mit ihrem methodologischen Apparat.

## Ausgewählte Schriften
- Ivo Kohler: Über Aufbau und Wandlungen der Wahrnehmungswelt. Insbesondere über bedingte Empfindungen. Österreichische Akademie der Wissenschaften, Philosophisch-historische Klasse: Sitzungsberichte, 227, Band 1. Rohrer, Wien 1951. DNB 367461382
- Ivo Kohler: Orientierung durch den Gehörsinn. Die Pyramide, 7, 1957, 81–93.
- Ivo Kohler: Pawlow und sein Hund (Ein Demonstrationsmodell für den ‚bedingten Reflex’). Kybernetik, 1, 1961, 54–56. DNB 1195773528
- Ivo Kohler: Experiments with Goggles. Scientific American, 206 (5), 1962, 62–73. JSTOR:24937318
- Ivo Kohler: Interne und externe Organisation in der Wahrnehmung. Festschrift zum 75. Geburtstag von Prof. Wolfgang Köhler. Psychologische Beiträge, 6, 1962, 426–438.
- Ivo Kohler: The formation and transformation of the perceptual world. Psychological Issues, 3 (4), Monograph 12, 1964. DNB 578672871
- Ivo Kohler: Die Zusammenarbeit der Sinne und das allgemeine Adaptationsproblem. In: Wolfgang Metzger (Hrsg.): Handbuch der Psychologie. Allgemeine Psychologie, I/1. Hogrefe, Göttingen 1966, 616–655. ISBN 9783801700065
- Gibson, J. J.: Die Sinne und der Prozeß der Wahrnehmung (Originaltitel: The senses considered as perceptual systems. Houghton Mifflin, Boston 1966). Übersetzt von Ivo Kohler,  Erika Kohler und Marina Groner. Huber, Bern 1973, ISBN 978-3456305868.
- Gibson, J. J.: Wahrnehmung und Umwelt (Originaltitel: The ecological approach to visual perception. Houghton Mifflin, Boston 1979). Übersetzt von Ivo Kohler und Gerhard Lücke, Urban & Schwarzenberg, München 1982, ISBN 978-3621099318.